# Villarreal CF
A Villarreal CF spanyol labdarúgócsapatot 1923. március 10-én alapították, a spanyol élvonal, a Primera División tagja. A 2020-2021-es szezonban veretlenül nyerték meg az Európa-ligát, ami a klub első nagy európai kupasikere.

## Korai évek
A klubot 1923-ban alapították és regionális bajnokságokban szerepelt egészen a spanyol polgárháborúig. A háború után különböző területi bajnokságokban játszott a klub, majd a harmadik vonalból az 1970/71-es idényben sikerült feljutni a második ligába, ahol két egymást követő évet töltött el a gárda, ezután viszont ismét visszaesett a harmadik vonalba. Miután az 1980-as években játszottak néhány évet a Segunda División B-ben, sikerült megszilárdítani helyüket a Segunda Divisiónban, ami az 1992/93-as idénnyel kezdődött.

## La liga
1998. május 24. a dátum, amikor a Villarreal feljutott az élvonalba: a klub vezetői nagy örömmel emlékeznek erre a napra. Az 1998/99-es idény volt az első évük a legjobbak között és mindjárt az egyik spanyol óriásnak számító Real Madriddal találták szembe magukat a Santiago Bernabéu stadionban a Primera División nyitó fordulójában. A nehéz szezon után ismét visszaestek a másodosztályba és az 1999/2000-es idényben a 3. helyet szerezték meg, melynek köszönhetően ismét feljutottak és azóta megszilárdították helyüket az élvonalban. A 2006/07-es bajnokságot nagyon rosszul kezdték, de képesek voltak rá, hogy 8 megnyert meccs után helyet szerezzenek maguknak az UEFA-kupa küzdelmeiben. A 30. forduló után mindössze csak a 13. helyen álltak, de sikerült felküzdeniük magukat az 5. helyre a szezon végére. A Barcelona gyengélkedésének köszönhetően a 2007-08-as szezonban a klub legjobb helyezését elérve a 2. helyen zárt, majd egy évvel később az 5. pozíciót sikerült megszerezni, amivel indulhatott az Európa-ligában. A 2008-09-es szezon ötödik helye után a következő szezonban a hetedik helyet érte el a csapat, így nem indulhatott európai kupasorozatban, ami világszerte meglepetést keltett. Ebben az évben az Európa-ligában javítottak, ott elődöntőig jutottak. A 2010-11-es szezon végére a negyedik helyen zártak, így a Bajnokok Ligája rájátszásában játszhattak. A csapat nem tudta felvenni a versenyt azonban a legjobbakkal, a Real Madrid és a Barcelona is legyőzte őket, így némi elégedetlenség lépett fel a szurkolótáborban. Ezek után jött a csapat "fekete szezonja", a 2011-12-es szezonban szörnyű teljesítményt nyújtva, az utolsó előtti fordulóban a 16. helyen álltak, így 1 fordulóval a vége előtt még esélyük volt a kiesésre, de a jelöltek közül a legkevesebb. Az Atlético a 89. percben szerzett góljával 1-0-ra legyőzte a Sárgákat, a másik mérkőzésen pedig a 91. percben Tamudo szerzett (les)gólt a Rayo Vallecanónak, így a Sárga Tengeralattjáró egész Európa meglepetésére a Bajnokok Ligájából a másodosztályba süllyedt, egy év alatt, de talán még ennél is nagyobb meglepetésre a következő szezonban visszajutva a 6. helyet érte el, és visszakerült a nemzetközi porondra.

## Becenév
Becenevük El Submarino Amarillo, ami azt jelenti, hogy A sárga tengeralattjáró. Ezt az elnevezést a sárga mezükről kapták. A kabalafigura Groguet egy kicsi sárga figura tengeralattjáró fejjel. A 21. század eleje óta a sárga-kék mezt felváltotta a teljesen sárga, és mivel szinte ezzel egy időpontban a spanyol élvonalból eltűntek a sárga mezes csapatok (a Villarrealt kivéve), ha valaki azt mondta, „a Sárgák”, mindenki pontosan tudta, melyik csapatról beszél az illető.

## Játékoskeret
Utolsó módosítás: 2024. május 11.
A vastaggal jelzett játékosok felnőtt válogatottsággal rendelkeznek.
A dőlttel jelzett játékosok kölcsönben szerepelnek a klubnál.
| Mezszám                | Név               | Nemzetiség       | Születési hely                   | Születési idő (kor)           | Korábbi csapat             | Érték(€)   | Szerződés lejárta |
| Kapusok                | Kapusok           | Kapusok          | Kapusok                          | Kapusok                       | Kapusok                    | Kapusok    | Kapusok           |
| ---------------------- | ----------------- | ---------------- | -------------------------------- | ----------------------------- | -------------------------- | ---------- | ----------------- |
| 1                      | José Manuel Reina | SPA              | Madrid                           | 1982. augusztus 31. (42 éves) | SS Lazio                   | 700 000    | 2024.06.30.       |
| 13                     | Filip Jörgensen   | dán · svéd       | Lomma                            | 2002. április 16. (22 éves)   | Utánpótlásból került fel   | 15 000 000 | 2027.06.30.       |
| Védők                  |                   |                  |                                  |                               |                            |            |                   |
| 2                      | Yerson Mosquera   | Kolumbia         | Apartadó                         | 2001. május 2. (23 éves)      | Wolverhampton Wanderers FC | 3 500 000  | 2024.06.30.       |
| 3                      | Raúl Albiol       | SPA              | Vilamarxant                      | 1985. szeptember 4. (39 éves) | SSC Napoli                 | 2 000 000  | 2024.06.30.       |
| 5                      | Jorge Cuenca      | SPA              | Madrid                           | 1999. november 17. (25 éves)  | FC Barcelona               | 5 000 000  | 2025.06.30.       |
| 8                      | Juan Foyth        | ARG · SPA        | La Plata                         | 1998. január 12. (27 éves)    | Tottenham Hotspur FC       | 18 000 000 | 2026.06.30.       |
| 12                     | Eric Bailly       | CIV              | Bingerville                      | 1994. április 12. (30 éves)   | Beşiktaş JK                | 3 500 000  | 2025.06.30.       |
| 17                     | Kiko Femenía      | SPA              | Sanet y Negrals                  | 1991. február 2. (34 éves)    | Watford FC                 | 1 500 000  | 2025.06.30.       |
| 18                     | Alberto Moreno    | SPA              | Sevilla                          | 1992. július 5. (32 éves)     | Liverpool FC               | 2 000 000  | 2024.06.30.       |
| 23                     | Aissza Mandi      | ALG · FRA        | Châlons-en-Champagne             | 1991. október 22. (33 éves)   | Real Betis                 | 2 000 000  | 2025.06.30.       |
| 24                     | Alfonso Pedraza   | SPA              | San Sebastián de los Ballesteros | 1996. április 9. (28 éves)    | Utánpótlásból került fel   | 9 000 000  | 2026.06.30.       |
| 26                     | Adrià Altimira    | SPA              | Cardedeu                         | 2001. március 28. (23 éves)   | FC Andorra                 | 2 000 000  | 2024.06.30.       |
| 37                     | Carlos Romero     | SPA              | Torrent                          | 2001. október 29. (23 éves)   | Utánpótlásból került fel   | 1 500 000  | 2027.06.30.       |
| Középpályások          |                   |                  |                                  |                               |                            |            |                   |
| 4                      | Santi Comesaña    | SPA              | Vigo                             | 1996. október 5. (28 éves)    | Rayo Vallecano             | 6 000 000  | 2027.06.30.       |
| 6                      | Étienne Capoue    | FRA · Guadeloupe | Niort                            | 1988. július 11. (36 éves)    | Watford FC                 | 2 000 000  | 2024.06.30.       |
| 10                     | Daniel Parejo     | SPA              | Coslada                          | 1989. április 16. (35 éves)   | Valencia CF                | 3 000 000  | 2026.06.30.       |
| 14                     | Manu Trigueros    | SPA              | Talavera de la Reina             | 1991. október 17. (33 éves)   | Utánpótlásból került fel   | 2 000 000  | 2025.06.30.       |
| 16                     | Álex Baena        | SPA              | Roquetas de Mar                  | 2001. július 20. (23 éves)    | Utánpótlásból került fel   | 25 000 000 | 2028.06.30.       |
| 19                     | Francis Coquelin  | FRA · Réunion    | Laval                            | 1991. március 13. (34 éves)   | Valencia CF                | 2 000 000  | 2024.06.30.       |
| 20                     | Ramón Terrats     | SPA              | Barcelona                        | 2000. október 18. (24 éves)   | Girona FC                  | 4 000 000  | 2026.06.30.       |
| 22                     | Denis Suárez      | SPA              | Salceda de Caselas               | 1994. január 6. (31 éves)     | RC Celta de Vigo           | 2 000 000  | 2026.06.30.       |
| Támadók                |                   |                  |                                  |                               |                            |            |                   |
| 7                      | Gerard Moreno     | SPA              | Santa Perpètua de Mogoda         | 1992. április 7. (32 éves)    | RCD Espanyol               | 14 000 000 | 2027.06.30.       |
| 9                      | Gonçalo Guedes    | POR              | Benavente                        | 1996. november 29. (28 éves)  | Wolverhampton Wanderers FC | 18 000 000 | 2024.06.30.       |
| 11                     | Alexander Sørloth | NOR              | Trondheim                        | 1995. december 5. (29 éves)   | RB Leipzig                 | 15 000 000 | 2028.06.30.       |
| 15                     | José Luis Morales | SPA              | Madrid                           | 1987. július 23. (37 éves)    | Levante UD                 | 2 000 000  | 2024.06.30.       |
| 21                     | Yeremy Pino       | SPA              | Las Palmas                       | 2002. október 20. (22 éves)   | Utánpótlásból került fel   | 30 000 000 | 2027.06.30.       |
| 25                     | Bertrand Traoré   | BFA              | Bobo-Dioulasso                   | 1995. szeptember 6. (29 éves) | Aston Villa FC             | 10 000 000 | 2024.06.30.       |
| 27                     | Ilias Akhomach    | MOR · SPA        | Hostalets de Pierola             | 2004. április 16. (20 éves)   | FC Barcelona B             | 12 000 000 | 2026.06.30.       |
| 30                     | Jorge Pascual     | SPA              | Almería                          | 2003. április 9. (21 éves)    | Utánpótlásból került fel   | 1 000 000  | 2026.06.30.       |
| Kölcsönadott játékosok |                   |                  |                                  |                               |                            |            |                   |
| Név                    | Poszt             | Nemzetiség       | Születési hely                   | Születési idő (kor)           | Kölcsönben itt             | Érték (€)  | Kölcsön lejárta   |
| Johan Mojica           | védő              | Kolumbia · SPA   | Cali                             | 1992. augusztus 21. (32 éves) | CA Osasuna                 | 2 500 000  | 2024.06.30.       |
| Arnaut Danjuma         | támadó            | NED · NGR        | Lagos                            | 1997. január 31. (28 éves)    | Everton FC                 | 17 000 000 | 2024.06.30.       |
| Brereton Díaz          | támadó            | CHI · ENG        | Stoke-on-Trent                   | 1999. április 18. (25 éves)   | Sheffield United FC        | 7 000 000  | 2024.06.30.       |

## Címek
A csapat a 2020/21-es idényben elhódította az Európa-liga trófeáját, elsőként története során.

### Bajnokság
- Tercera División (1): 1969-70
- Intertotó-kupa (2): 2003, 2004
- Campeonato Regional de Aficionados (1): 1951
- Primera Regional (3): 1935-36, 1955, 1966-67

### Nemzetközi
- UEFA-kupa: elődöntő (1): 2003-2004
- UEFA-bajnokok ligája: elődöntő (1): 2005-2006
- Európa-liga: elődöntő (1): 2015-2016
- Európa-liga: győztes (1): 2020-2021
- UEFA Intertotó-kupa: győztes (2): 2003, 2004
- UEFA Intertotó-kupa: döntő (1): 2002

## Híres játékosok
| - Rodolfo Arruabarrena - Fabricio Coloccini - Mateo Musacchio - Martín Palermo - Juan Román Riquelme - Gonzalo Rodríguez - Juan Pablo Sorín - Luciano Vietto - Sonny Anderson - Juliano Belletti - Cicinho - Edmílson - Nilmar - Karl Toko Ekambi - Matías Fernández - Carlos Bacca - Cristián Zapata - Joel Campbell - Serge Aurier - Eric Bailly | - Jon Dahl Tomasson - Cédric Bakambu - Robert Pirès - Daniele Bonera - Giuseppe Rossi - Alessio Tacchinardi - Kubo Takefusza - Giovani dos Santos - Jonathan dos Santos - Guillermo Franco - Samuel Chukwueze - Ikechukwu Uche - Gica Craioveanu - Gyenyisz Cserisev - Bojan Jokić - Adrián López Álvarez - Sergio Asenjo - Cani - Joan Capdevila - Santi Cazorla | - Jaume Costa - Pablo Fornals - Mario Gaspar - Gerard Moreno - Dani Parejo - Pepe Reina - Rodri - Marcos Senna - Roberto Soldado - Bruno Soriano - Manu Trigueros - Borja Valero - Olof Mellberg - Nihat Kahveci - Diego Forlán - Diego Godín - Jozy Altidore |

## Külső hivatkozások
- Hivatalos honlap